# Adelheid van Sommerschenburg
Adelheid van Sommerschenburg, ook Aleidis genoemd (na 1120 - voor 1180), was de echtegenote van Gosewijn II van Valkenburg-Heinsberg.
Adelheid was de dochter van Frederik I van Sommerschenburg, graaf van Sommerschenburg, Hassegouw, Noord-Thüringengouw en Derlingouw, en paltsgraaf van Saksen, en Adelheid van Lauffen, weduwe van Adolf II van Berg-Hövel. Zij wordt soms verward met haar nicht en naamgenote, Adelheid van Sommerschenburg, dochter van Frederik I van Sommerschenburg, die abdis was van de abdijen van Gandersheim en Quedlinburg. 

## Huwelijk en nageslacht
Adelheid was getrouwd met Gosewijn II van Valkenburg-Heinsberg, zoon van Gosewijn I, de stamvader van het Huis Valkenburg-Heinsberg. Ze kregen de volgende kinderen:
- Gosewijn III, († ca 1188), erft Valkenburg, ook actief als bestuurder in Noord-Italië
- Philip (Filips),  Bisschop van Keulen, grondlegger van het Kurkölnische Territorium, bouwer van de stadsmuren van Keulen
- Herman, monnik
- Godfried, heer van Heinsberg?
- Oda
- Mechthilde, erfdochter van Sommerschenburg. Zij trouwde met markgraaf Dedo III van Lausitz, graaf van Wettin
- Salome, trouwde met graaf Otto van Assel